# Vilar de Perdizes e Meixide
Vilar de Perdizes e Meixide é uma freguesia portuguesa do município de Montalegre, com 37,04 km2 de área e 463 habitantes (censo de 2021). A sua densidade populacional é 12,5 hab./km².

## História
Foi constituída em 2013, no âmbito de uma reforma administrativa nacional, pela agregação das antigas freguesias de Vilar de Perdizes e Meixide com sede em Vilar de Perdizes.

## Demografia
A população registada nos censos foi:
| Distribuição da População por Grupos Etários | Distribuição da População por Grupos Etários | Distribuição da População por Grupos Etários | Distribuição da População por Grupos Etários | Distribuição da População por Grupos Etários |
| -------------------------------------------- | -------------------------------------------- | -------------------------------------------- | -------------------------------------------- | -------------------------------------------- |
| Ano                                          | 0-14 Anos                                    | 15-24 Anos                                   | 25-64 Anos                                   | > 65 Anos                                    |
| 2001                                         | 59                                           | 65                                           | 309                                          | 226                                          |
| 2011                                         | 39                                           | 37                                           | 244                                          | 228                                          |
| 2021                                         | 15                                           | 31                                           | 186                                          | 231                                          |

À data da junção das freguesias, a população registada no censo anterior (2011) foi:
| Freguesia atual                                     | Freguesia atual  | Freguesia atual | Freguesias antigas             | Freguesias antigas | Freguesias antigas |
| Freguesia                                           | População (2011) | Área (km²)      | Freguesia                      | População (2011)   | Área (km²)         |
| --------------------------------------------------- | ---------------- | --------------- | ------------------------------ | ------------------ | ------------------ |
| União das Freguesias de Vilar de Perdizes e Meixide | 548              | 37,1            | Vilar de Perdizes (São Miguel) | 460                | 25,56              |
| União das Freguesias de Vilar de Perdizes e Meixide | 548              | 37,1            | Meixide                        | 88                 | 12,17              |